# Roanne (Frankrijk)
Roanne is een gemeente/stad in het Franse departement Loire (regio Auvergne-Rhône-Alpes) gelegen aan rivier de Loire. De gemeente telde 35.364 inwoners op 1 januari 2022. De plaats is de onderprefectuur van het arrondissement Roanne.

## Geschiedenis
Het Gallo-Romeins dorp Rodumna werd rond 150 v.Chr. gesticht. Het dorp lag in de Bronstijd op de handelsroute voor tin van Cornwall naar de Middellandse Zee; tin werd grotendeels per boot vervoerd via de Franse rivieren de Loire en de Rhône. De Romeinse nederzetting Roidumna lag op het kruispunt van twee Romeinse wegen: die van Lyon (Lugdunum) tot Saintes (Mediolanum Santonum) en die van Autun (Augustodunum) naar Saint-Paulien (Ruessium). Na een eerste invasie van de Alemannen in 257-259 en de latere invasies in 267 en in 275-277 door Duitse stammen, werd Ro(i)dumna verwoest en verlaten in de derde eeuw. 
Nabij de kerk van Saint-Etienne zijn resten van Gallische pottenbakkersovens en twee Merovingische doopvonten opgegraven. Er zijn opgravingen van resten uit de Merovingische tijd, maar die leveren weinig bruikbare informatie op. Het kasteel van Roanne, waarvan nog een gedeelte bestaat, werd in de elfde eeuw gebouwd door Bérard de Roanne. Ten tijde van koning Hendrik IV breidde de stad zich uit tot aan de rivier met nieuwe wijken. De binnenvaart werd steeds belangrijker. Roanne lag aan de koninklijke weg van Parijs naar Lyon en Italië. Het Château Déchelette op de Place du Marché bood onder de bogen aan de binnenplaats ruimte voor reizigers. In 1630 werd de stad getroffen door een grote pestepidemie.

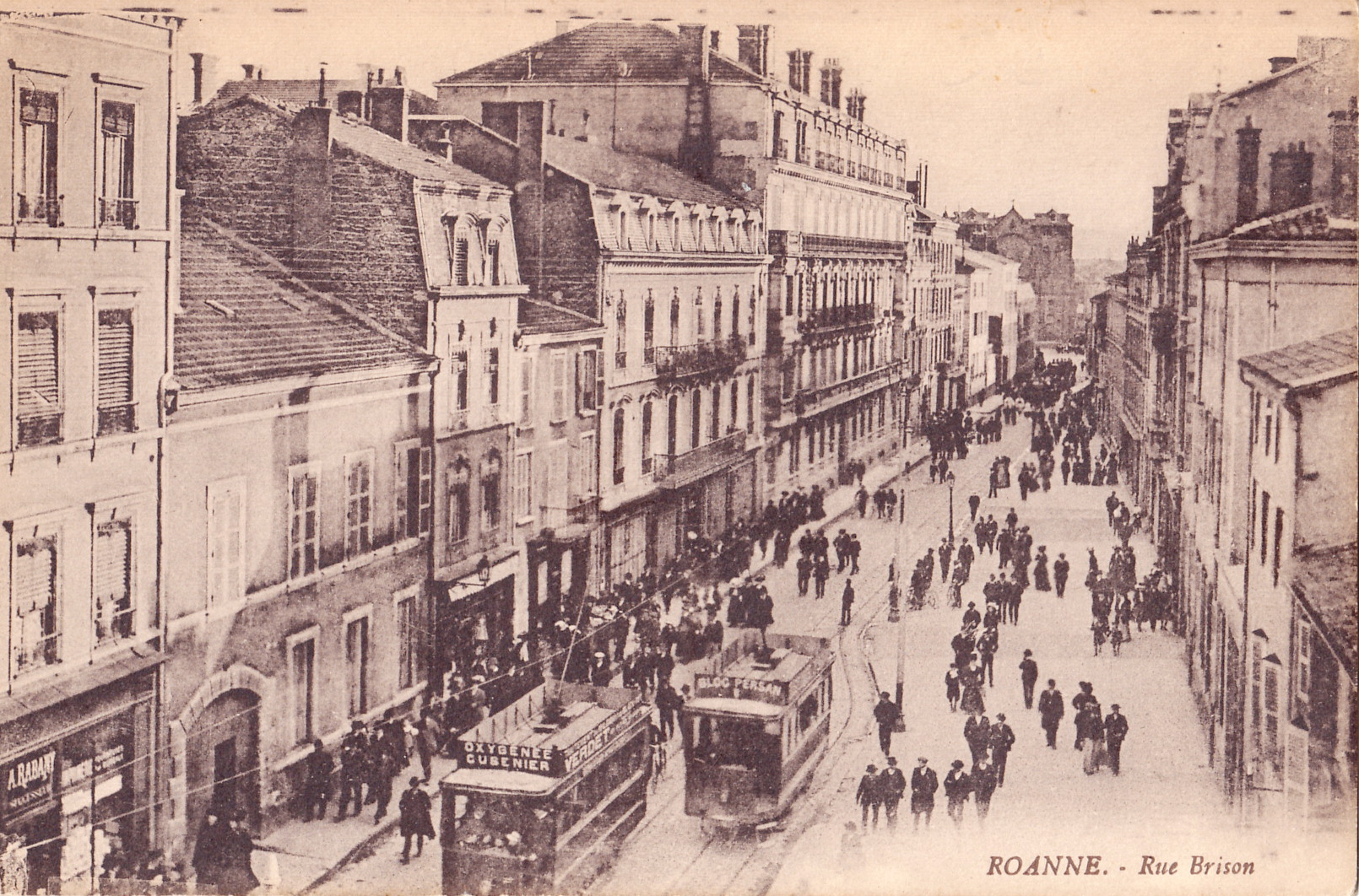
Trams in de straten. Het zijn altijd enkelsporige lijnen geweest met wisselplaatsen.

Aan het einde van de achttiende eeuw ontwikkelde zich een druk binnenvaartverkeer op de Loire, met onder andere kolenvervoer uit Saint-Étienne naar Parijs. Omdat de Loire tot Roanne alleen goed bevaarbaar was bij een gunstige waterstand werden in 1838 kanalen parallel aan de Loire (Canal latéral à la Loire) en van Digoin tot Roanne (Canal de Roanne à Digoin) geopend. Tot de aanleg van de eerste spoorlijn naar de stad in 1858, had Roanne de tweede drukste binnenhaven van Frankrijk met 250.000 behandelde boten per jaar. In de negentiende eeuw ontwikkelde zich een grote textielindustrie en het aantal inwoners vervijfvoudigde.
Op 30 december 1900 werden twee elektrische tramlijnen en een zijlijn naar het station geopend in de stad. Tijdens de Eerste Wereldoorlog werd bij Roanne een groot arsenaal gebouwd om het front te voorzien van munitie en wapens. Ten behoeve van het vervoer van arbeiders werd een nieuwe tramlijn geopend van het spoorwegstation naar het arsenaal (buiten de stad). In 1932 deed de autobus zijn intrede in het stadsvervoer tijdens de werkzaamheden voor het opheffen van een overweg. Na de Tweede Wereldoorlog waren de trams in slechte staat en werd de tramlijn naar het arsenaal als laatste tramlijn opgeheven op 1 december 1949. De textielindustrie trok weg uit de stad.

## Monumenten en bezienswaardigheden

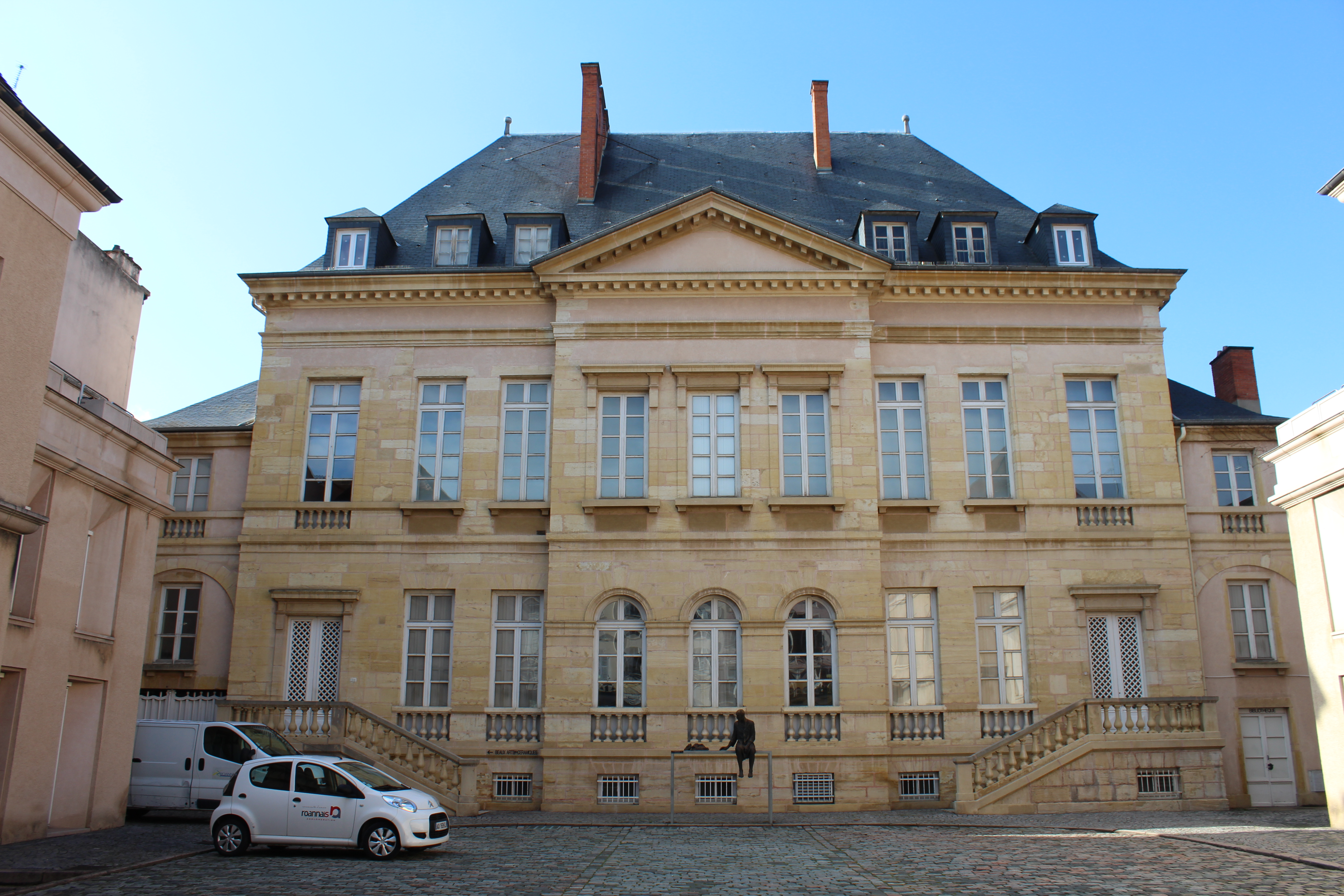
Musée Déchelette

Verschillende historische punten in de stad zijn voorzien van een informatiebord.

### Kasteeltoren
Het oudste bestaande bouwwerk is de donjon van een kasteel, gebouwd in de 11e eeuw door Bérard de Roanne. Het is een vierkante toren van natuursteen van ca. 20 meter hoog. Rond 1674 fungeerde het als rechtszaal en gevangenis. Het toerismekantoor van de stad is er gevestigd.

### Musée Déchelette
Het gemeentelijke museum, voluit Musée des Beaux-Arts et d'Archéologie Joseph-Déchelette, herbergt collecties met betrekking tot de geschiedenis van Roanne (van de prehistorie tot en met de Romeinse tijd), schilderijen (renaissance t/m begin 20e eeuw), aardewerk (met name een verzameling Franse faience uit de Franse Revolutie) en enkele Egyptische oudheden. Ook is er een zaaltje ingericht over de naamgever Joseph Déchelette, een archeoloog die een belangrijke bijdrage leverde aan de typologie van Romeins aardewerk.
Het museum is gevestigd in het voormalige Hôtel de Valence, een stadspaleis uit 1787. Delen van het gebouw zijn ingeschreven in het monumentenregister. Joseph Déchelette, conservator van de gemeentelijke museumcollecties, kocht het in 1896 en verbouwde de orangerie tot bibliotheek en werkruimte. De collecties waren toen nog gehuisvest in het stadhuis. Déchelette stierf in de Eerste Wereldoorlog aan het front en liet zijn eigen collecties en bibliotheek plus een geldbedrag na aan de stad. Sinds 1923 zijn de gemeentelijke kunst- en archeologische collecties (incl. die van Déchelette) tentoongesteld in een deel van het gebouw; zijn weduwe bewoonde tot haar overlijden in 1957 een ander deel. In de jaren 1990 is het museum verbouwd en werd de glazen entreeruimte toegevoegd.

### Voormalig Jezuïetencollege
In 1609 kreeg de jezuïet Pierre Coton, de biechtvader van Hendrik IV, diens toestemming om in Roanne een jezuïetencollege te stichten. De school werd gebouwd aan de hoofdstraat van de stad (nu Rue Charles de Gaulle); de bijbehorende kapel voor Saint Michel werd gewijd in 1626. In 1679 werd het college sterk vergroot. Vanaf 1889 werd het een staatsschool; sinds 1969 heet de school lycée Jean Puy. Tijdens de Tweede Wereldoorlog heeft een deel van de school gefungeerd als oorlogshospitaal.

## Geografie
De oppervlakte van Roanne bedroeg op 1 januari 2022 16,12 vierkante kilometer; de bevolkingsdichtheid was toen 2.193,8 inwoners per km². De gemeente ligt aan de Loire.
De onderstaande kaart toont de ligging van Roanne met de belangrijkste infrastructuur en aangrenzende gemeenten.

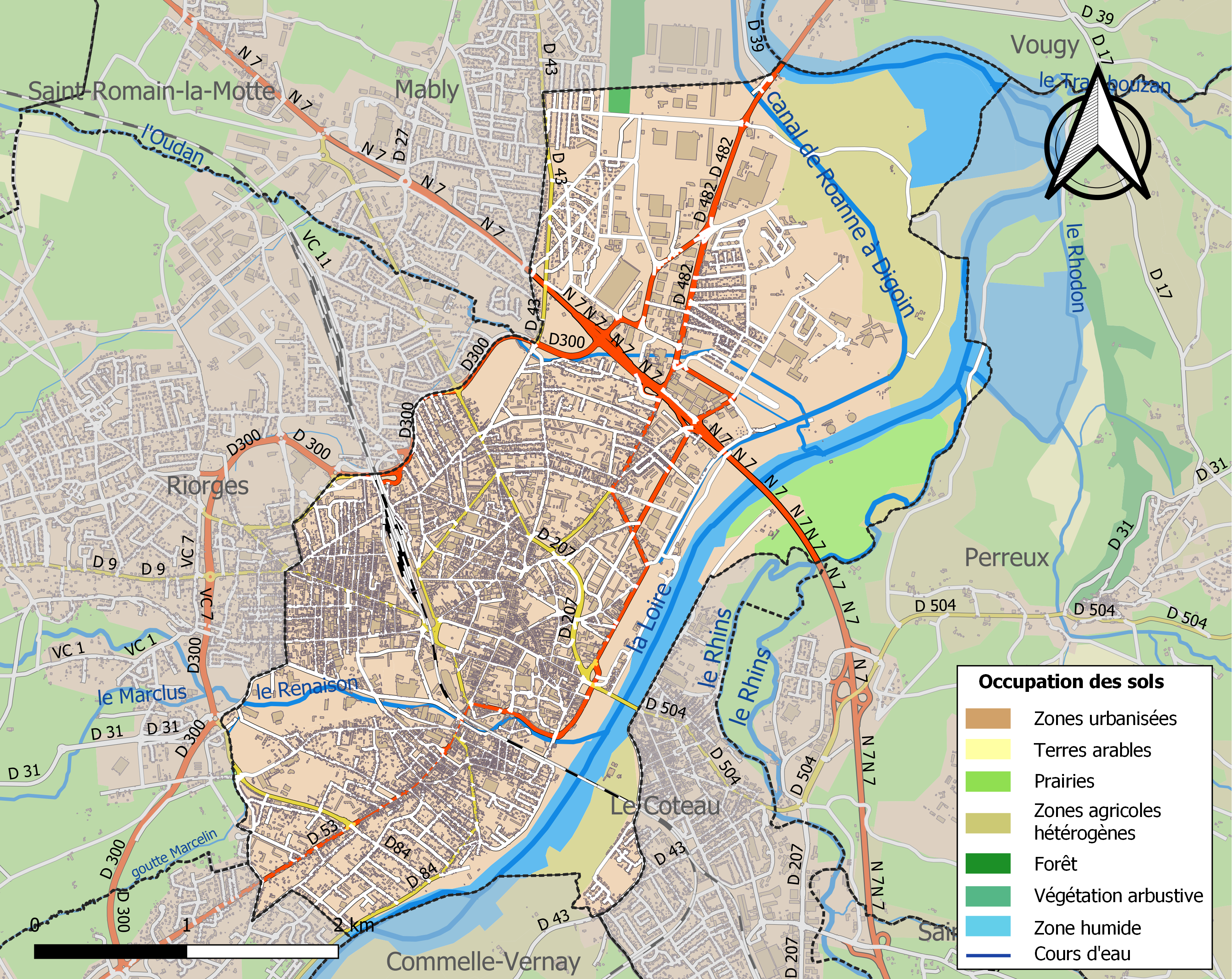

## Verkeer en vervoer
In de gemeente ligt het spoorwegstation Roanne, een knooppunt aan de belangrijke oost-west spoorverbinding Lyon - Tours - Nantes. De spoorlijn bij Roanne wordt ook als goederentreinroute tussen Parijs en Lyon/Saint-Etienne gebruikt.
Vanuit Digoin bereikt een kanaal de stad en heeft daar zijn eindpunt. De stad heeft dan ook een haven, die sinds 1992 alleen nog gebruikt wordt door de pleziervaart.

## Demografie
Onderstaande figuur toont het verloop van het inwonertal (bron: INSEE-tellingen).

## Sport
Roanne was in 2008 en 2023 startplaats van een etappe in wielerkoers Ronde van Frankrijk.

## Partnersteden
- Nuneaton and Bedworth, Verenigd Koninkrijk sinds 1956
- Reutlingen, Duitsland sinds 1959
- Guadalajara, Spanje sinds 1980
- Montevarchi, Italië sinds 1988
- Piatra Neamt, Roemenië sinds 1992
- Legnica, Polen sinds 2006

## Geboren in Roanne
- Joseph Déchelette (1862-1914), archeoloog
- Pierre Etaix (1928-2016), filmregisseur
- Jean-Pierre Jeunet (1953), cineast
- Léa Paci (1996), zangeres

## Galerij

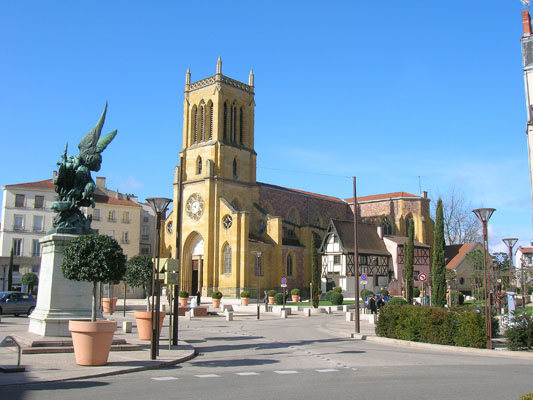
Place Saint-Etienne
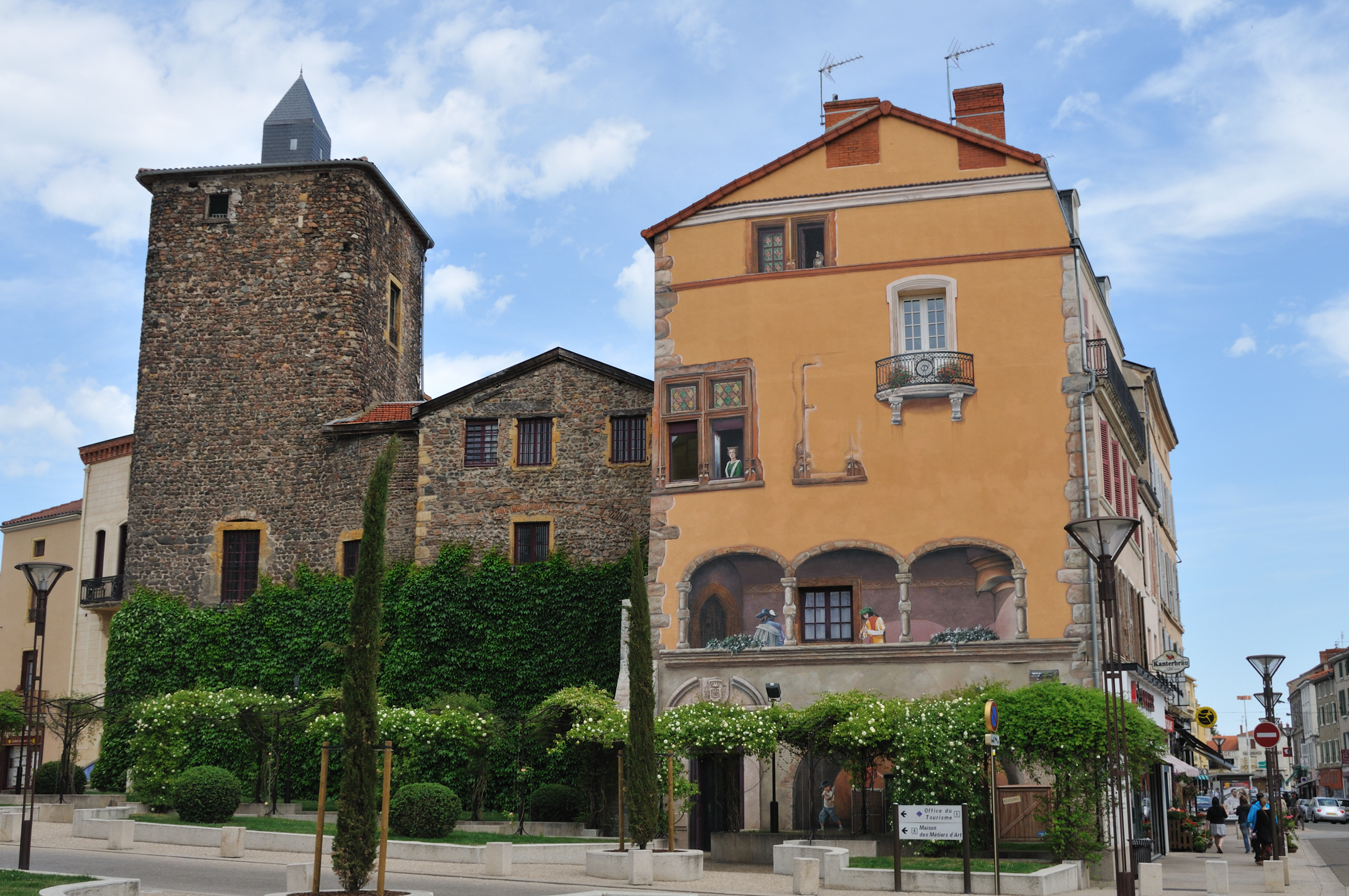
Château de Roanne
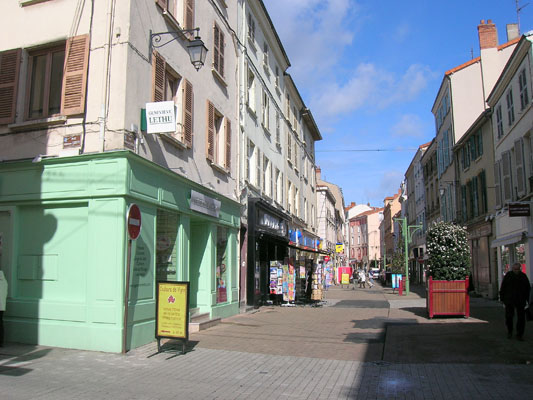
Rue Maréchal Foch
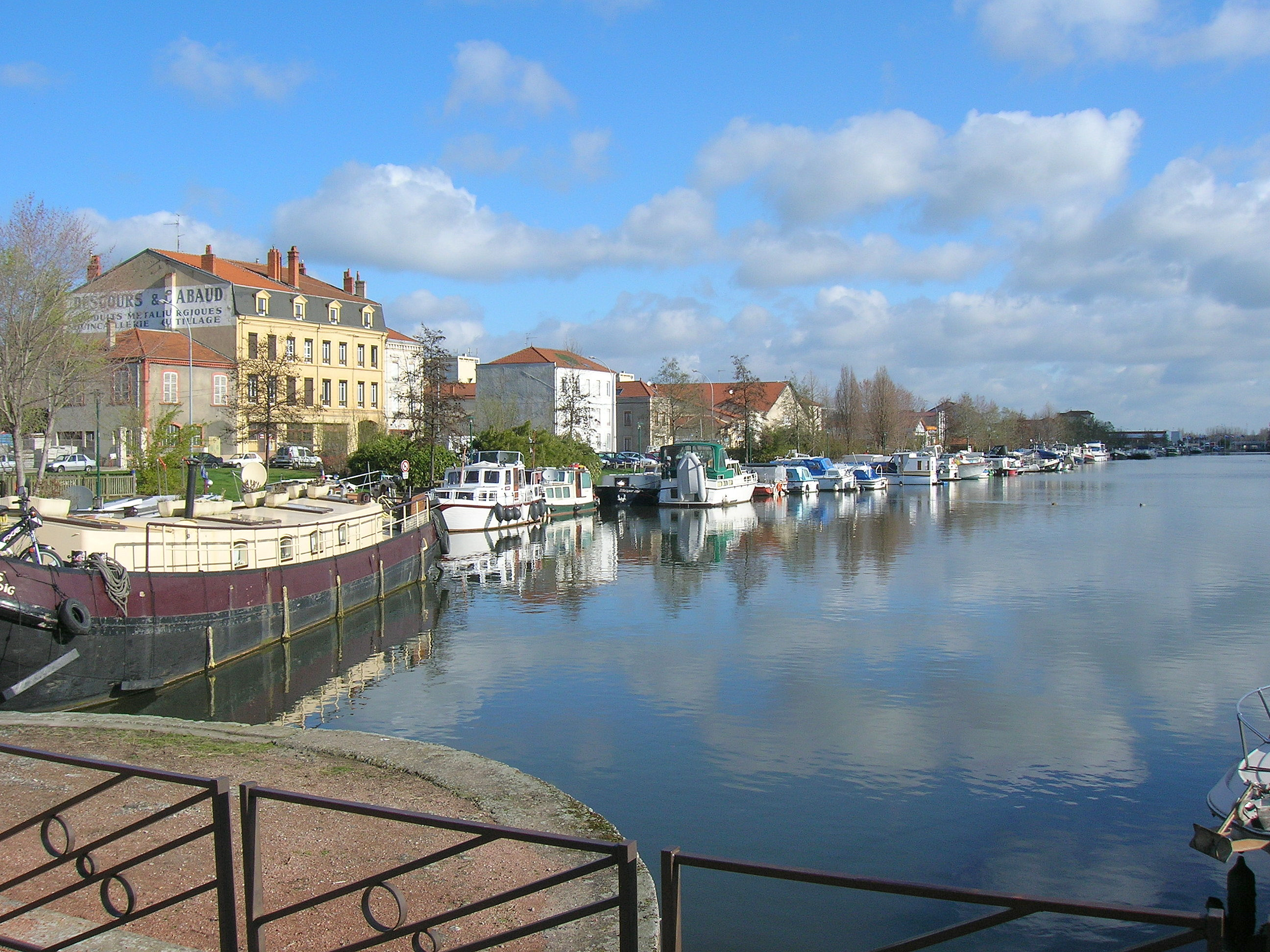
Haven